# American Pie Presents: Beta House
American Pie Presents: Beta House is een Amerikaanse komediefilm uit 2007, opgenomen in Toronto en Hamilton. Deze film is de derde in de American Pie Presents-serie, en de zesde film in de algemene American Pie-serie. De film is geregisseerd door Andrew Waller en duurt 95 minuten. De première was op 10 december 2007 in Engeland en op 26 december 2007 in Amerika.

## Verhaal
"Beta House" (ΒΔΞ) neemt het op tegen de rivaal "Geek House" (ΕΣΚ). Erik en Cooze komen op het college. De neef van Eric, Dwight Stifler, brengt de jongens in de Beta-gemeenschap. Eric heeft geen relatie meer met Tracy, zijn vriendin in de vorige serie. De jongens moeten eerst een aantal opdrachten volbrengen, om in de Beta-gemeenschap te komen. Dit lukt ze vrij snel en na toegelaten te zijn, worden ze uitgedaagd door de GEEKs. Deze GEEKs hebben een eigen huis, en ze willen Beta House vernietigen. De GEEKs dagen Stifler uit voor een "Greek Olympiad".

## Rolverdeling
| Acteur               | Personage             |
| -------------------- | --------------------- |
| John White           | Erik Stifler          |
| Steve Talley         | Dwight Stifler        |
| Christopher McDonald | Mr. Stifler           |
| Jake Siegel          | Mike "Cooze" Coozeman |
| Eugene Levy          | Mr. Levenstein        |
| Meghan Heffern       | Ashley                |
| Pilar Cazares        | Peaches               |
| Joe Eigo             | Dexter Lee            |
| Nick Nicotera        | Bobby                 |
| Christine Barger     | Margie                |
| Jonathan Keltz       | Wesley                |
| Angela Besharah      | Irene Wright          |
| Tyrone Savage        | Edgar Willis          |
| Jaclyn A. Smith      | Jill                  |
| Robbie Amell         | Nick Anderson         |
| Sarah Power          | Denise                |
| Rachel Skarsten      | Sharon                |